# إسراء أحمد
إسراء أحمد (مواليد 21 نوفمبر 1998) هي ربّاعة مصرية، مثّلت مصر في أولمبياد ريو دي جانيرو 2016 في منافسات رفع الأثقال فئة -63 كجم سيدات وحققت المركز السابع بإجمالي ما رفعته 216 كجم.